# Peru ved vinter-OL 2022
Peru deltager i vinter-OL 2022 i Beijing, Kina i perioden 4. – 20. februar 2022.

## Medaljer
| 2022 Beijing | Guld | Sølv | Bronze | Total |
| Peur         | -    | -    | -      | -     |

### Medaljevindere
| Peru under vinter-OL 2022 i Beijing | Peru under vinter-OL 2022 i Beijing | Peru under vinter-OL 2022 i Beijing | Peru under vinter-OL 2022 i Beijing | Peru under vinter-OL 2022 i Beijing |
| Medalje                             | Navn                                | Sport                               | Event                               | Dato                                |
| ----------------------------------- | ----------------------------------- | ----------------------------------- | ----------------------------------- | ----------------------------------- |
| Guld                                | -                                   | -                                   | -                                   | -                                   |
| Sølv                                | -                                   | -                                   | -                                   | -                                   |
| Bronze                              | -                                   | -                                   | -                                   | -                                   |